# Eusiroides orchomenipes
Eusiroides orchomenipes is een vlokreeftensoort uit de familie van de Pontogeneiidae. De wetenschappelijke naam van de soort is voor het eerst geldig gepubliceerd in 1904 door Walker.